# Rödkronad marktyrann
Rödkronad marktyrann (Muscisaxicola rufivertex) är en fågel i familjen tyranner inom ordningen tättingar.

## Utseende
Rödkronad marktyrann är en blågrå tyrann med en rostfärgad fläck på hjässans bakre del, ljusare kanelbrun i de centrala delarna av utbredningsområdet och mörkast i norr. När fläcken kan vara svår att se, notera en relativt tunn och spetsig näbb, olikt liknande arter.

## Utbredning och systematik
Fågeln förekommer i Anderna och delas in i tre underarter med följande utbredning:
- Muscisaxicola rufivertex occipitalis – Peru och norra Bolivia (La Paz och Cochabamba)
- Muscisaxicola rufivertex rufivertex – södra Chile och södra Argentina, övervintrar norrut upp till Antofagasta
- Muscisaxicola rufivertex pallidiceps – sydvästra Peru till nordvästra Argentina och norra Chile

Sedan 2016 urskiljer Birdlife International och naturvårdsunionen IUCN occipitalis  som den egna arten "kastanjenackad marktyrann". 

## Levnadssätt
Rödkronad marktyrann är en marklevande fågel som hittas i bergstrakter, lokalt ner till förberg vintertid. Den kan påträffas i en rad olika miljöer, från punaslätter och myrar till buskiga sluttningar och odlingsterasser. Där ses den sittande på öarter och i buskar, oftare än andra marktyranner. 

## Status
IUCN bedömer hotstatus för occipitalis och resterande underarter var för sig, båda som livskraftiga.